# Parasoidea
Parasoidea är ett släkte av fjärilar. Parasoidea ingår i familjen snigelspinnare.
Kladogram enligt Catalogue of Life:
| Parasoidea | \| \| Parasoidea albicollaris \| \| \| \| \| \| Parasoidea neurocausta \| \| \| \| \| \| Parasoidea paroa \| \| \| \| \| \| Parasoidea parva \| \| \| \| |
|            | \| \| Parasoidea albicollaris \| \| \| \| \| \| Parasoidea neurocausta \| \| \| \| \| \| Parasoidea paroa \| \| \| \| \| \| Parasoidea parva \| \| \| \| |
|            | Parasoidea albicollaris |
|            | |
|            | Parasoidea neurocausta |
|            | |
|            | Parasoidea paroa |
|            | |
|            | Parasoidea parva |
|            | |